# Morrovalle
Morrovalle is een gemeente in de Italiaanse provincie Macerata (regio Marche) en telt 9534 inwoners (31-12-2004). De oppervlakte bedraagt 42,6 km², de bevolkingsdichtheid is 224 inwoners per km².
De volgende frazioni maken deel uit van de gemeente: Trodica, Santa Lucia, Borgo Pintura, Cunicchio, Frati San Gabriele.

## Demografie
Morrovalle telt ongeveer 3197 huishoudens. Het aantal inwoners steeg in de periode 1991-2001 met 8,8% volgens cijfers uit de tienjaarlijkse volkstellingen van ISTAT.
| Jaar | Inwoneraantal |
| ---- | ------------- |
| 1991 | 8477          |
| 2001 | 9226          |

## Geografie
Morrovalle grenst aan de volgende gemeenten: Corridonia, Macerata, Monte San Giusto, Montecosaro, Montegranaro (AP), Montelupone.